# Jérémie N'Jock
Jérémie N'Jock, né le 12 mars 1980 à Bafoussam (Cameroun), est un footballeur camerounais. Il évolue au poste d'attaquant, au club belge AFC Tubize depuis 2007. Il mesure 1,96 m pour 93 kg. Il est le 5e d'une famille de sept enfants. Alors qu'il va encore au lycée, il perd ses deux parents. Ce drame qui l'écartera des chemins de l'école, favorisera par ailleurs l'éclosion de sa carrière de footballeur qui écume tous les championnats de vacances de Yaoundé, la ville de son enfance, celle ou il établit dans un premier temps sa réputation de renard des surfaces impitoyable face aux buts.[réf. nécessaire]

## Clubs successifs
- 1998-1999 : Stade nyonnais FC ( Suisse)
- 1999-2000 : Al Arabi Doha ( Qatar)
- 2000-2001 : Wydad de Casablanca ( Maroc)
- 2001-2002 : Stuttgarter Kickers ( Allemagne)
- 2002-2003 : UT Arad ( Roumanie)
- 2003-2004 : Universitatea Craiova ( Roumanie)
- 2004-2006 : RAEC Mons ( Belgique)
- 2006      : Stade brestois ( France)
- 2006-2007 : Universitatea Craiova ( Roumanie)
- 2007-2008 : →AFC Tubize (prêt)  Belgique
- 2008-2009 : Universitatea Craiova ( Roumanie)
- 2008-2009 : Fotbal Club Craiova ( Roumanie)
- 2009-2010 : AFC Tubize  Belgique
- 2009-2010 : GD Estoril-Praia  Portugal
- 2010-2011 : FC Arouca  Portugal
- 2011-2012 : Moreirense FC  Portugal
- 2012-2013 : RFC Huy  Belgique
- 2014- : Olympic Clabecq  Belgique